# Berestove, Vilneansk
Berestove (în ucraineană Берестове) este un sat în comuna Kirova din raionul Vilneansk, regiunea Zaporijjea, Ucraina.

## Demografie
Componența lingvistică a localității Berestove
     Ucraineană (90%)
     Rusă (7,14%)
     Română (2,86%)
Conform recensământului din 2001, majoritatea populației localității Berestove era vorbitoare de ucraineană (90%), existând în minoritate și vorbitori de rusă (7,14%) și română (2,86%).